# Taryn Terrell
Taryn Nicole Terrell (New Orleans, 28 dicembre 1985) è una wrestler e modella statunitense, sotto contratto con la National Wrestling Alliance.
In passato ha militato nella Total Nonstop Action Wrestling e con la WWE.

## Carriera

### WWE

#### Florida Championship Wrestling (2008-2010)
Tiffany inizia la sua carriera da wrestler nella Florida Championship Wrestling dove nel dicembre del 2008 vince un 6 Divas Tag Team Match con Eve Torres e Nikki Bella contro Alicia Fox, Wesley Holiday e Rosa Mendes. Poi partecipa ad un Fatal 4 Way che comprende Alicia Fox , Wesley Holiday e Rosa Mendes, ma perde e viene schienata da Alicia Fox. L'8 febbraio, vince contro Wesley Holiday per il Queen of FCW Tournament ma tuttavia una settimana dopo perde contro Alicia Fox e viene eliminata dal torneo. Il 10 maggio, vince un tag match con Angela contro Alicia Fox e Katie Lea Burchill. Il 16 agosto, perde un 3 on 2 Handicap Match in coppia con Angela contro Rosa Mendes, Alicia Fox e Candy Girl. Il 13 settembre, prende parte ad un Fatal 4 Way che comprende Serena Mancini, Alicia Fox e April Lee, ma non riesce a vincere. Il 25 ottobre, perde contro Mia Mancini in un incontro senza titoli in palio. Il 14 marzo, perde di nuovo contro Mia Mancini.

#### General Manager della ECW (2008-2010)
Il 10 giugno 2008, nella ECW, Taryn fa il suo debutto con il nome di Tiffany come l'assistente al General Manager Theodore Long. Tiffany partecipò al Divas Halloween Costume Contest il 26 ottobre, a Cyber Sunday travestendosi come una suora. Tiffany fa il suo debutto sul ring in un 16 Diva Tag Team Match nell'800 episodio di Raw facendo squadra con Mickie James, Candice Michelle, Michelle McCool, Brie Bella, Kelly Kelly, Eve Torres e la WWE Hall of Famer Mae Young contro Beth Phoenix, Layla, Lena Yada, Jillian Hall, Natalya, Maryse, Victoria e Katie Lea Burchill, dove il suo team perde. Nella puntata di Raw del 30 marzo, Tiffany compete in un 18-Diva Tag Team Match, dove vince per il suo team effettuando lo schienamento vincente su Katie Lea Burchill. Il 5 aprile, Tiffany fa il suo debutto a WrestleMania partecipando in un 25 Diva Battle Royal a WrestleMania XXV per coronare la "Miss WrestleMania", ma viene eliminata. Nella puntata della ECW del 7 aprile, Tiffany è stata annunciata da Theodore Long come la nuova General Manager della ECW. Come la nuova General Manager, il suo primo ordine è stato quello di annunciare un torneo per determinare chi avrebbe sfidato Jack Swagger per l'ECW Championship a Backlash, i partecipanti sono Mark Henry, Tommy Dreamer, Christian e Finlay. Christian batte Finlay al nuovo show WWE Superstars e batte poi Jack Swagger per il titolo a Backlash. Nella puntata della ECW del 26 maggio, Tiffany annuncia che il match tra Jack Swagger e Christian per l'ECW Champion al pay-per-view Extreme Rules sarà cambiato in un Triple Threat Hardcore Match includendo Tommy Dreamer poiché Swagger ha interferito nelle due occasioni in cui Tommy ha avuto la chance per la cintura. Nel mese di giugno, Tiffany diventa una full-time General Manager della ECW. Però, Tiffany era assente negli show a causa di un incidente stradale e quindi William Regal l'ha sostituita, diventando momentaneamente il General Manager della ECW. In realtà, Tiffany ha sofferto di un infortunio al braccio durante un match nella FCW. Nella puntata della ECW del 6 ottobre, Tiffany ritorna negli show. Nell'ultima puntata della ECW del 16 febbraio, Tiffany attacca Rosa Mendes con una Spear dopo che Rosa e Zack Ryder hanno interferito in un match per ECW Championship.

#### Varie faide (2010)
Dopo la chiusura della ECW, Tiffany è passata al roster di Smackdown dove ha combattuto il suo primo match che la vedeva opposta a Michelle McCool il 12 marzo. Tuttavia vinse per squalifica dopo che Michelle, Layla e Vickie Guerrero la attaccarono, ma a salvarla ci pensò Beth Phoenix. Nella puntata di Smackdown del 19 marzo, vince con Beth Phoenix contro Michelle McCool e Layla. Nella puntata di Smackdown del 2 aprile, vince di nuovo in coppia con Beth Phoenix contro Michelle McCool e Layla. Nella puntata di Smackdown del 7 maggio, perde in coppia con Kelly Kelly contro Michelle McCool e Layla. Nella puntata di Smackdown del 21 maggio, perde ancora in coppia con Kelly Kelly contro Michelle McCool e Layla. Nella puntata di Superstars del 3 giugno, perde contro Michelle McCool. Nella puntata di Raw del 6 giugno, partecipa ad una Divas Battle Royal ma viene eliminata da Maryse. Nella puntata di SmackDown dell'11 giugno, perde contro Layla. Nella puntata di Superstars dell'8 luglio, perde di nuovo in coppia con Kelly Kelly contro Michelle McCool e Layla. Tuttavia, nella puntata di Smackdown del 30 luglio, ha un'opportunità per il WWE Women's Championship di Michelle McCool ma perde l'opportunità. Nella puntata di Superstars del 5 agosto, perde ancora contro Layla. Il 13 agosto, la WWE comunica che Tiffany è stata sospesa a causa di un litigio con suo marito Drew McIntyre. Il 19 novembre viene svincolata ed entra nella lista degli Alumni su WWE.com.

### Total Nonstop Action Wrestling

#### Ohio Valley Wrestling (2012)
Il 4 novembre 2012, Terrell debutta anche nella Ohio Valley Wrestling, federazione satellite della Total Nonstop Action Wrestling, durante un episodio di OVW Saturday Night Special event, come arbitro speciale nel match per l'OVW Women's Championship tra Josette Bynum, Taeler Hendrix e Heidi Lovelace. Nella puntata del 10 novembre durante l'episodio OVW N 690, Terrell è stata interrotta da Hendrix durante un'intervista. Nella puntata del 15 novembre durante l'episodio OVW N 691, Terrell sconfigge Heidi Lovelace con Taeler Hendrix nelle vesti di arbitro speciale, diventando per la prima volta OVW Women's Championship e conquistando anche il suo primo titolo in carriera. Nella puntata del 24 novembre durante l'episodio OVW N 692 sconfigge Scarlett Bordeaux in un match non titolato, venendo però attaccata dopo il match da Taeler Hendrix. Proprio contro la Hendrix perde il titolo femminile il 1º dicembre a Saturday Night Special.

#### Arbitro delle Knockouts (2012-2013)

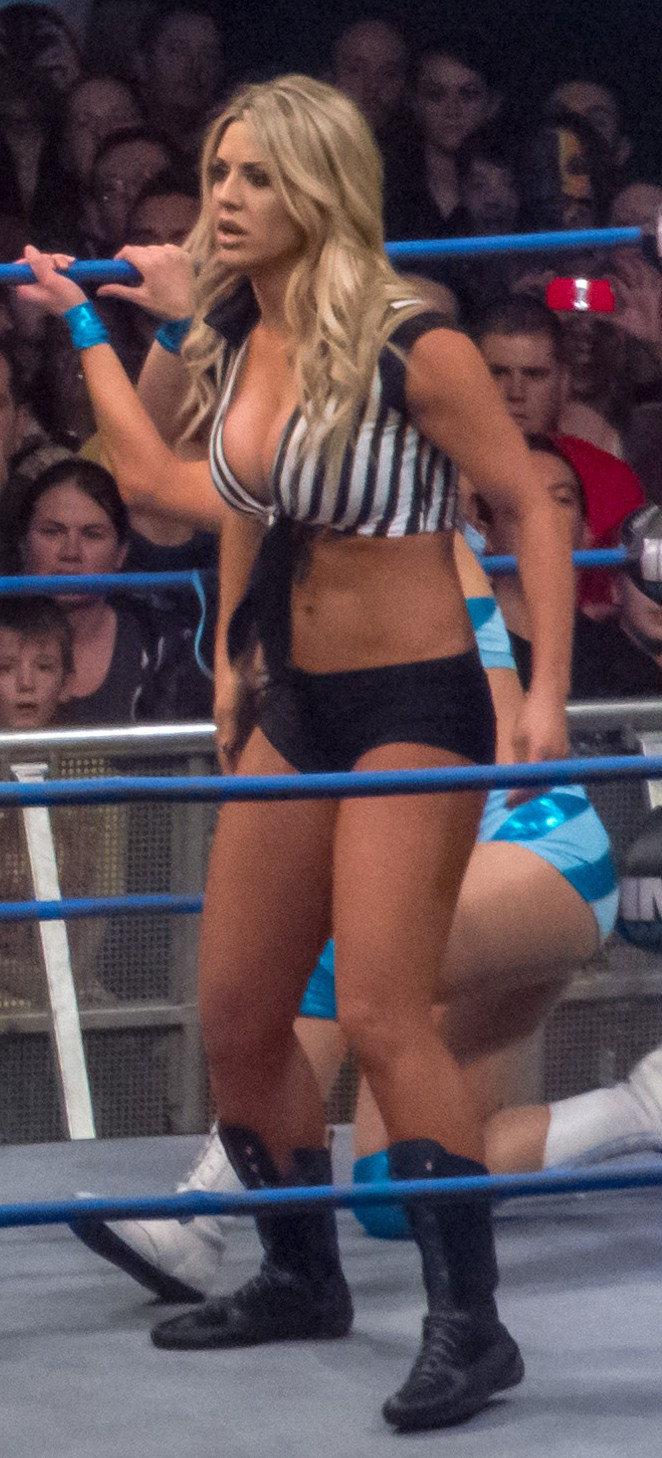
Taryn come arbitro delle Knockouts

Il 16 agosto 2012 debutta in una puntata di Impact! con il suo vero nome, come arbitro speciale nel rematch tra Miss Tessmacher e la TNA Knockouts Champion Madison Rayne con il titolo in palio. Il match viene vinto da Miss Tessmacher che riconquista il TNA Knockouts Championship. Nella puntata di IMPACT! del 23 agosto dirige il match tra Miss Tessmacher e Tara vinto da quest'ultima. Nella puntata di IMPACT! del 30 agosto dirige il match tra ODB e Madison Rayne vinto da ODB. Pare che Terrell sia diventata il nuovo arbitro della divisione femminile della TNA, per via degli imbrogli in favore di Madison Rayne, subiti dall'arbitro precedente Earl Hebner. Nella puntata di IMPACT! del 6 settembre arbitra il match tra Tara e Gail Kim per decretare la contendente N 1 per il TNA Knockouts Championship; il match viene vinto da Tara. A No Surrender 2012 dirige il match valido per il TNA Knockouts Championship tra Tara e Miss Tessmacher, vinto da quest'ultima. Nella puntata di IMPACT! del 27 settembre arbitra il match tra ODB e Tara per decretare la contendente N 1 per il TNA Knockouts Championship; il match viene vinto da Tara. Nella puntata di IMPACT! del 4 ottobre dirige il tag team match tra Miss Tessmacher e ODB contro Gail Kim e Tara, che viene vinto dopo una Widow's Peak di quest'ultima su Miss Tessmacher. Nella puntata di IMPACT! dell'11 ottobre arbitra il match tra Gail Kim e Miss Tessmacher, vinto da quest'ultima. A Bound for Glory 2012 dirige il match tra Tara e Miss Tessmacher per il TNA Knockouts Championship; che viene vinto da Tara che diventa la nuova campionessa. Nella puntata di IMPACT! del 18 ottobre arbitra il match tra la TNA Knockouts Championship Tara e ODB, vinto da quest'ultima. Nella puntata di IMPACT! del 27 ottobre dirige il rematch per il TNA Knockouts Championship tra Miss Tessmacher e Tara, vinto da quest'ultima che mantiene il titolo. Nella puntata di IMPACT! del 3 novembre arbitra il match tra Jesse e ODB, vinto da Jesse. Nella puntata di IMPACT! del 3 novembre arbitra l'handicap match tra ODB e il team composto da Tara e Jesse, vinto da ODB. A Turning Point 2012 dirige il match tra il team composto da Tara e Jesse e quello composto da ODB e Eric Young vinto; da questi ultimi. Nella puntata di IMPACT! del 22 novembre arbitra il match tra Taeler Hendrix e Tara; vinto da quest'ultima.
Nella puntata di IMPACT! del 29 novembre dirige il match tra Gail Kim e Mickie James; vinto da quest'ultima. A Final Resolution 2012 dirige il match valido per il TNA Knockouts Championship, tra Mickie James e Tara; vinto da quest'ultima. Nella puntata di IMPACT! del 13 dicembre arbitra il match tra Madison Rayne e la rientrante Velvet Sky; il match viene vinto da quest'ultima. Nella puntata di IMPACT! del 20 dicembre dirige il match valido per il titolo femminile tra Tara e Mickie James, che viene vinto da Tara che quindi rimane TNA Knockouts Champion. Nella puntata di IMPACT! del 27 dicembre arbitra il match tra Gail Kim e Miss Tessmacher; vinto da Gail Kim. Nella puntata di IMPACT! del 3 gennaio 2013 arbitra il tag team match tra il team composto da Mickie James e Miss Tessmacher e il team composto da Tara e Gail Kim; vinto dalle prime dopo una Jumping DDT di Mickie James su Gail Kim.
Nella puntata di IMPACT! del 21 febbraio dirige il Fatal Four Way Elimination match per il TNA Knockouts Championship tra la campionessa Tara, Gail Kim, Miss Tessmacher e Velvet Sky; il match viene vinto da quest'ultima che diventa la nuova TNA Knockouts Champion. Nella puntata di IMPACT! del 28 febbraio arbitra il match per il TNA Knockouts Championship tra Tara e Velvet Sky, vinto da quest'ultima che difende con successo il titolo. La stessa sera, arbitra il TNA Gut Check match tra Ivelisse Vélez e Lei'D Tapa, vinto dalla prima per sottomissione.

#### Varie faide (2013)
Nella puntata di IMPACT! del 7 marzo arbitra il 6 Mixed Tag Team match, tra i Bad Influence (Christopher Daniels & Kazarian) e Gail Kim contro Hernandez, Chavo Guerrero Jr. e Velvet Sky; vinto dal primo team dopo una "Eat Defeat" di Gail Kim su Velvet Sky.
Al PPV LockDown 2013, arbitra il match per il titolo femminile tra
Gail Kim e Velvet Sky che viene vinto da quest'ultima; durante il match Taryn viene spintonata e schiaffeggiata da Gail Kim e per questo la attacca, permettendo a Velvet Sky di vincere e difendere la cintura. Nella prima puntata di IMPACT! "On The Road" del 14 marzo, dirige il Tag Team match tra la coppia formata da Velvet Sky e Mickie James e la coppia formata da Gail Kim e Tara; il match viene vinto dalle prime per via di un altro litigio tra Gail Kim e Taryn, che ha permesso a Velvet Sky di colpire con la sua "Beauty T" Tara. Al PPV One Night Only TNA Knockout Knockdown, viene sconfitta da Jackie Moore. Nella puntata di IMPACT! del 21 marzo, viene licenziata da Brooke Hogan come arbitro, ma firma con la responsabile della divisione Knockouts un contratto come lottatrice. Dopo aver firmato attacca con una Spear Gail Kim e la insegue nel backstage. Nella puntata di IMPACT! del 4 aprile, debutta come lottatrice perdendo insieme a Velvet Sky in un Tag Team match, contro Gail Kim e Tara. Nella puntata di IMPACT! dell'11 aprile, ottiene la sua prima vittoria sconfiggendo Gail Kim, con ODB come arbitro. Nella puntata di IMPACT! del 25 aprile, sconfigge Tara, mentre in quella del 2 maggio sconfigge insieme a Mickie James, il team composto da Gail Kim e Tara; dopo il match Gail Kim ha attaccato ripetutamente Taryn, che è stata successivamente fermata da ODB e una serie di arbitri. Nella puntata di IMPACT! del 30 maggio, sconfigge insieme a Chris Sabin, il team composto da Gail Kim e Kenny King. A Slammiversary 2013, ottiene un'importantissima vittoria contro Gail Kim, in un Last Knockouts Standing match. Nella puntata di IMPACT! dell'11 luglio, viene sconfitta da Gail Kim in un Ladder match per decretare la N°1 Contender al TNA Knockouts Championship di Mickie James; questo è stato l'ultimo match della Terell poiché nell'agosto del 2013, la ragazza ha detto di essere incinta e per questo resterà fuori dal ring per circa un anno.

#### TNA Knockout Champion (2014-2015)
Fa il suo ritorno al PPV One Nigt Only TNA Knockout Knockdown 2 sconfiggendo Karlee Perez, ma non riesce a vincere il Gauntlet match per decretare la Regina delle Knockouts. Ritorna ufficialmente in TNA il 19 giugno 2014 venendo accolta da Gail Kim; dopodiché vengono attaccate dalle Beautiful People. Nella puntata di Impact del 26 giugno, sconfigge le Beautiful People insieme a Gail Kim. Dopo aver avuto varie opportunità per il titolo delle Knockout detenuto da Gail Kim, Taryn riesce finalmente a vincere la cintura battendo la Kim e la detentrice del titolo Havok in un Triple Treath Match. Nell'episodio di IMPACT! del 7 gennaio, difende il titolo in un battle royal. Nell'episodio di IMPACT! del 16 gennaio, perde un tag match insieme a Brooke contro le Beautiful People, Angelina Love e Velvet Sky. Nell'episodio di IMPACT! del 30 gennaio, difende ancora la cintura in un three way match contro Madison Rayne e Gail Kim. Nell'episodio di IMPACT! del 20 febbraio, batte Angelina Love. Nell'episodio di IMPACT! del 6 marzo, batte per squalifica Awesome Kong, rimanendo campionessa. Nell'episodio di IMPACT! del 20 marzo, batte Awesome Kong e Gail Kim in un three way match, mantenendo la cintura.

#### The Dollhouse (2015-2016)
Nell'episodio di IMPACT! del 24 aprile, batte Awesome Kong rimanendo Knockout Champion, grazie anche all'aiuto delle Dollhouse, Jade e Marti Bell, effettuando un passaggio a heel. Nell'episodio di IMPACT! del 1º maggio, difende il titolo contro Brooke, grazie anche all'aiuto di Jade e Marti Bell; a fine match viene raggiunta da Gail Kim la quale si chiede cosa sia successo a Taryn, la campionessa risponde di essere stufa di vivere nell'ombra di Gail e adesso lei deve vivere nella sua ombra perché loro sono in tre e la Kim è da sola, ma dal nulla spunta Awesome Kong che si allea con Gail. Nell'episodio di IMPACT! dell'8 maggio, le Dollhouse (Taryn Terrell, Jade e Marti Bell) vincono un 3-on-2 Handicap Match contro Awesome Kong e Gail Kim. Nell'episodio di IMPACT! del 29 maggio, vince contro Gail Kim in uno Steel Cage Match. Nell'episodio di IMPACT! del 10 giugno, affronta Awesome Kong in un match titolato, ma finisce in No Contest.

## Personaggio

### Mosse finali
- Hot Mess (Cutter)
- Diving bulldog
- Running cutter
- Hot Body (Diving Crossbody)

### Wrestler assistiti
- Nic Nemeth
- Brad Allen
- Kelly Kelly

### Musiche d'ingresso
- "Chemical Mind" dalla produzione WWE (FCW; 30 luglio 2006 – 26 ottobre 2008)
- "A Girl Like That" da Eleventh Hour (FCW; 7 aprile 2009 – 16 febbraio 2010)
- "Insatiable" da Patsy Grime e composta da Jim Johnston (5 marzo 2010 –19 novembre 2010)
- "Hot Mess (Instrumental)" da Dale Oliver (TNA; 16 agosto 2012 – 15 marzo 2013)
- "Hot Mess (Lyrical)" da Dale Oliver (22 marzo 2013 – 15 aprile 2013)
- "Hot Mess (Remix)" da Christy Hemme e Dale Oliver (25 aprile 2013 – Presente)

## Titoli e riconoscimenti
Ohio Valley Wrestling
- OVW Women's Championship (1)

Total Nonstop Action Wrestling
- TNA Knockouts Championship (1)